# Llista d'asteroides/194301-194400
| Nom      | Designació provisional | Data de descobriment   | Lloc de descobriment | Descobridor/s |
| -------- | ---------------------- | ---------------------- | -------------------- | ------------- |
| 194301 - | 2001 UP65              | 18 d'octubre de 2001   | Socorro              | LINEAR        |
| 194302 - | 2001 UU65              | 18 d'octubre de 2001   | Socorro              | LINEAR        |
| 194303 - | 2001 UB67              | 20 d'octubre de 2001   | Socorro              | LINEAR        |
| 194304 - | 2001 UV71              | 20 d'octubre de 2001   | Kitt Peak            | Spacewatch    |
| 194305 - | 2001 UR75              | 17 d'octubre de 2001   | Socorro              | LINEAR        |
| 194306 - | 2001 UW75              | 17 d'octubre de 2001   | Socorro              | LINEAR        |
| 194307 - | 2001 UW78              | 20 d'octubre de 2001   | Socorro              | LINEAR        |
| 194308 - | 2001 UF82              | 20 d'octubre de 2001   | Socorro              | LINEAR        |
| 194309 - | 2001 UR85              | 16 d'octubre de 2001   | Kitt Peak            | Spacewatch    |
| 194310 - | 2001 UE87              | 18 d'octubre de 2001   | Kitt Peak            | Spacewatch    |
| 194311 - | 2001 UR89              | 25 d'octubre de 2001   | Socorro              | LINEAR        |
| 194312 - | 2001 UJ92              | 18 d'octubre de 2001   | Palomar              | NEAT          |
| 194313 - | 2001 UW92              | 19 d'octubre de 2001   | Palomar              | NEAT          |
| 194314 - | 2001 UH95              | 19 d'octubre de 2001   | Palomar              | NEAT          |
| 194315 - | 2001 UQ98              | 17 d'octubre de 2001   | Socorro              | LINEAR        |
| 194316 - | 2001 UV110             | 21 d'octubre de 2001   | Socorro              | LINEAR        |
| 194317 - | 2001 UR111             | 21 d'octubre de 2001   | Socorro              | LINEAR        |
| 194318 - | 2001 UE115             | 22 d'octubre de 2001   | Socorro              | LINEAR        |
| 194319 - | 2001 UF115             | 22 d'octubre de 2001   | Socorro              | LINEAR        |
| 194320 - | 2001 UM115             | 22 d'octubre de 2001   | Socorro              | LINEAR        |
| 194321 - | 2001 UH117             | 22 d'octubre de 2001   | Socorro              | LINEAR        |
| 194322 - | 2001 UR117             | 22 d'octubre de 2001   | Socorro              | LINEAR        |
| 194323 - | 2001 UV117             | 22 d'octubre de 2001   | Socorro              | LINEAR        |
| 194324 - | 2001 UL118             | 22 d'octubre de 2001   | Socorro              | LINEAR        |
| 194325 - | 2001 UP120             | 22 d'octubre de 2001   | Socorro              | LINEAR        |
| 194326 - | 2001 UA122             | 22 d'octubre de 2001   | Socorro              | LINEAR        |
| 194327 - | 2001 UJ122             | 22 d'octubre de 2001   | Socorro              | LINEAR        |
| 194328 - | 2001 UG130             | 20 d'octubre de 2001   | Socorro              | LINEAR        |
| 194329 - | 2001 UQ131             | 20 d'octubre de 2001   | Socorro              | LINEAR        |
| 194330 - | 2001 UN133             | 21 d'octubre de 2001   | Socorro              | LINEAR        |
| 194331 - | 2001 UZ133             | 21 d'octubre de 2001   | Socorro              | LINEAR        |
| 194332 - | 2001 UO134             | 21 d'octubre de 2001   | Socorro              | LINEAR        |
| 194333 - | 2001 UT134             | 21 d'octubre de 2001   | Socorro              | LINEAR        |
| 194334 - | 2001 UP136             | 22 d'octubre de 2001   | Socorro              | LINEAR        |
| 194335 - | 2001 UX137             | 23 d'octubre de 2001   | Socorro              | LINEAR        |
| 194336 - | 2001 UV139             | 23 d'octubre de 2001   | Socorro              | LINEAR        |
| 194337 - | 2001 UQ140             | 23 d'octubre de 2001   | Socorro              | LINEAR        |
| 194338 - | 2001 UZ145             | 23 d'octubre de 2001   | Socorro              | LINEAR        |
| 194339 - | 2001 UR146             | 23 d'octubre de 2001   | Socorro              | LINEAR        |
| 194340 - | 2001 UK149             | 23 d'octubre de 2001   | Socorro              | LINEAR        |
| 194341 - | 2001 UH151             | 23 d'octubre de 2001   | Socorro              | LINEAR        |
| 194342 - | 2001 UU151             | 23 d'octubre de 2001   | Socorro              | LINEAR        |
| 194343 - | 2001 UE152             | 23 d'octubre de 2001   | Socorro              | LINEAR        |
| 194344 - | 2001 UP152             | 23 d'octubre de 2001   | Socorro              | LINEAR        |
| 194345 - | 2001 UR154             | 23 d'octubre de 2001   | Socorro              | LINEAR        |
| 194346 - | 2001 US155             | 23 d'octubre de 2001   | Socorro              | LINEAR        |
| 194347 - | 2001 UA156             | 23 d'octubre de 2001   | Socorro              | LINEAR        |
| 194348 - | 2001 US156             | 23 d'octubre de 2001   | Socorro              | LINEAR        |
| 194349 - | 2001 UG157             | 23 d'octubre de 2001   | Socorro              | LINEAR        |
| 194350 - | 2001 UW157             | 23 d'octubre de 2001   | Socorro              | LINEAR        |
| 194351 - | 2001 UY157             | 23 d'octubre de 2001   | Socorro              | LINEAR        |
| 194352 - | 2001 UT159             | 23 d'octubre de 2001   | Socorro              | LINEAR        |
| 194353 - | 2001 UJ161             | 23 d'octubre de 2001   | Socorro              | LINEAR        |
| 194354 - | 2001 UQ164             | 19 d'octubre de 2001   | Palomar              | NEAT          |
| 194355 - | 2001 US165             | 23 d'octubre de 2001   | Palomar              | NEAT          |
| 194356 - | 2001 UW169             | 21 d'octubre de 2001   | Socorro              | LINEAR        |
| 194357 - | 2001 UL170             | 21 d'octubre de 2001   | Socorro              | LINEAR        |
| 194358 - | 2001 UM170             | 21 d'octubre de 2001   | Socorro              | LINEAR        |
| 194359 - | 2001 UQ170             | 21 d'octubre de 2001   | Socorro              | LINEAR        |
| 194360 - | 2001 UB172             | 18 d'octubre de 2001   | Palomar              | NEAT          |
| 194361 - | 2001 UC175             | 24 d'octubre de 2001   | Palomar              | NEAT          |
| 194362 - | 2001 UX175             | 19 d'octubre de 2001   | Kitt Peak            | Spacewatch    |
| 194363 - | 2001 UC177             | 21 d'octubre de 2001   | Socorro              | LINEAR        |
| 194364 - | 2001 UX177             | 23 d'octubre de 2001   | Socorro              | LINEAR        |
| 194365 - | 2001 UG178             | 23 d'octubre de 2001   | Palomar              | NEAT          |
| 194366 - | 2001 UW183             | 16 d'octubre de 2001   | Socorro              | LINEAR        |
| 194367 - | 2001 UR187             | 17 d'octubre de 2001   | Palomar              | NEAT          |
| 194368 - | 2001 UQ189             | 18 d'octubre de 2001   | Palomar              | NEAT          |
| 194369 - | 2001 UG195             | 18 d'octubre de 2001   | Palomar              | NEAT          |
| 194370 - | 2001 UF196             | 18 d'octubre de 2001   | Kitt Peak            | Spacewatch    |
| 194371 - | 2001 UJ196             | 18 d'octubre de 2001   | Kitt Peak            | Spacewatch    |
| 194372 - | 2001 UW201             | 19 d'octubre de 2001   | Palomar              | NEAT          |
| 194373 - | 2001 UE205             | 19 d'octubre de 2001   | Palomar              | NEAT          |
| 194374 - | 2001 UM210             | 21 d'octubre de 2001   | Socorro              | LINEAR        |
| 194375 - | 2001 UY211             | 21 d'octubre de 2001   | Socorro              | LINEAR        |
| 194376 - | 2001 US212             | 21 d'octubre de 2001   | Kitt Peak            | Spacewatch    |
| 194377 - | 2001 UJ213             | 23 d'octubre de 2001   | Socorro              | LINEAR        |
| 194378 - | 2001 UE215             | 23 d'octubre de 2001   | Kitt Peak            | Spacewatch    |
| 194379 - | 2001 UH217             | 24 d'octubre de 2001   | Socorro              | LINEAR        |
| 194380 - | 2001 UO221             | 23 d'octubre de 2001   | Socorro              | LINEAR        |
| 194381 - | 2001 VY1               | 8 de novembre de 2001  | Bisei SG Center      | BATTeRS       |
| 194382 - | 2001 VL2               | 10 de novembre de 2001 | Badlands             | R. Dyvig      |
| 194383 - | 2001 VE3               | 9 de novembre de 2001  | Kitt Peak            | Spacewatch    |
| 194384 - | 2001 VK3               | 9 de novembre de 2001  | Kitt Peak            | Spacewatch    |
| 194385 - | 2001 VD4               | 11 de novembre de 2001 | Kitt Peak            | Spacewatch    |
| 194386 - | 2001 VG5               | 10 de novembre de 2001 | Socorro              | LINEAR        |
| 194387 - | 2001 VY6               | 9 de novembre de 2001  | Socorro              | LINEAR        |
| 194388 - | 2001 VG7               | 9 de novembre de 2001  | Socorro              | LINEAR        |
| 194389 - | 2001 VR9               | 9 de novembre de 2001  | Socorro              | LINEAR        |
| 194390 - | 2001 VG10              | 10 de novembre de 2001 | Socorro              | LINEAR        |
| 194391 - | 2001 VB14              | 10 de novembre de 2001 | Socorro              | LINEAR        |
| 194392 - | 2001 VJ15              | 10 de novembre de 2001 | Socorro              | LINEAR        |
| 194393 - | 2001 VD18              | 9 de novembre de 2001  | Socorro              | LINEAR        |
| 194394 - | 2001 VO19              | 9 de novembre de 2001  | Socorro              | LINEAR        |
| 194395 - | 2001 VW21              | 9 de novembre de 2001  | Socorro              | LINEAR        |
| 194396 - | 2001 VM22              | 9 de novembre de 2001  | Socorro              | LINEAR        |
| 194397 - | 2001 VO23              | 9 de novembre de 2001  | Socorro              | LINEAR        |
| 194398 - | 2001 VV23              | 9 de novembre de 2001  | Socorro              | LINEAR        |
| 194399 - | 2001 VF24              | 9 de novembre de 2001  | Socorro              | LINEAR        |
| 194400 - | 2001 VO24              | 9 de novembre de 2001  | Socorro              | LINEAR        |